# Вулиця Праведників світу (Вінниця)
Вулиця Праведників Світу — вулиця в центральній частині Вінниці, названа на честь Праведників народів світу.           
Перетинається з такими вулицями: Хмельницьке шосе, Генерала Арабея, Анастасії Ведмідь, Підлісна.

## Історія
15 вересня 2022 року Вінницька міська рада перейменувала вулицю Максимовича на Праведників Світу.